# Sint-Isidoruskapel (Gendijk)
De Sint-Isidoruskapel is een kapel in buurtschap Gendijk bij Neer in de Nederlandse gemeente Leudal. De kapel staat aan de kruising in de buurtschap op de hoek van de straat Gendijk met de Rohrstraat ten zuidwesten van het dorp Neer. Deze kruising was eeuwenlang de plek waar de doorgaande weg tussen Maaseik en Venlo en de doorgaande weg tussen Roermond en Helden elkaar kruisten.
Op ongeveer 750 meter naar het noordoosten staat de Sint-Antoniuskapel.
De kapel is gewijd aan de heilige Isidorus van Madrid, de patroonheilige van de boeren.

## Geschiedenis
In 1925-1930 werd de kapel gebouwd op de plaats waar buurtbewoners voor de jaarlijkse sacramentsprocessie een rustaltaar oprichtten. In 1932 of eerder werd de kapel ingezegend door de pastoor.
In 1990 werd de kapel opgeknapt.

## Gebouw
De in neogotische stijl opgetrokken kapel staat op een rechthoekig plattegrond onder een zadeldak met leien. De gevels van de kapel zijn voorzien van hoekpilasters en in de beide zijgevels is er elk een spitsboogvenster met glas-in-lood aangebracht, waarvan de boog uitgevoerd is in gele bakstenen. De frontgevel is een puntgevel die op de top bekroond wordt met een hardstenen kruis. De hoekpilasters van de frontgevel lopen aan de bovenzijde uit in bakstenen pinakels. Boven in de frontgevel zijn in gele baksteen drie spitsbogen aangebracht. In de frontgevel bevindt zich de spitsboogvormige toegang van de kapel, waarvan de boog omlijst is met gele bakstenen en de toegang wordt afgesloten met een smeedijzeren traliehek.
Van binnen is de kapel wit gestuukt op een rode bakstenen plint. Tegen de achterwand is in rode en gele bakstenen een altaar gemetseld met aan de voorzijde twee spitsbogen in gele baksteen. Op het altaar staat een beeld van de heilige Isidorus dat de heilige toont terwijl die met zijn linkerhand een schop vasthoudt en met de rechterhand een ploegje.